# 論より証拠
論より証拠（ろんよりしょうこ）は、江戸時代の日本からのことわざ。

## 概要
物事を解決させるには、口で議論するよりも証拠を出すということで解決するということを意味する。確たる証拠があるならば、もはや議論をする必要は無いということである。

### 歴史
このことわざは1770年の浄瑠璃の『神霊矢口渡』という作品が由来である。この作品の中での台詞に、論より証拠であるために、拙者をこの城に手引きして確かめさせるように言うというようなものがある。
このことわざは江戸いろはかるたに採用されていた。そのかるたの絵札は、藁人形を手にした武士が描かれているというものであった。取らせ言葉には、このことわざに続いて藁人形とあるものもあった。この絵札はお家騒動を扱った歌舞伎が由来で、その作中での側室が正室を呪い藁人形に釘を打った証拠が発覚する場面であった。